# 切爾西 (緬因州)
切爾西（英語：Chelsea）是一個位於美國緬因州肯納貝克縣的市鎮。

## 人口
根據2020年美國人口普查的數據，切爾西的面積為51.75平方千米，當中陸地面積為50.61平方千米，而水域面積為1.14平方千米。當地共有人口2778人，而人口密度為每平方千米54人。